# Conjunto monumental de Olérdola

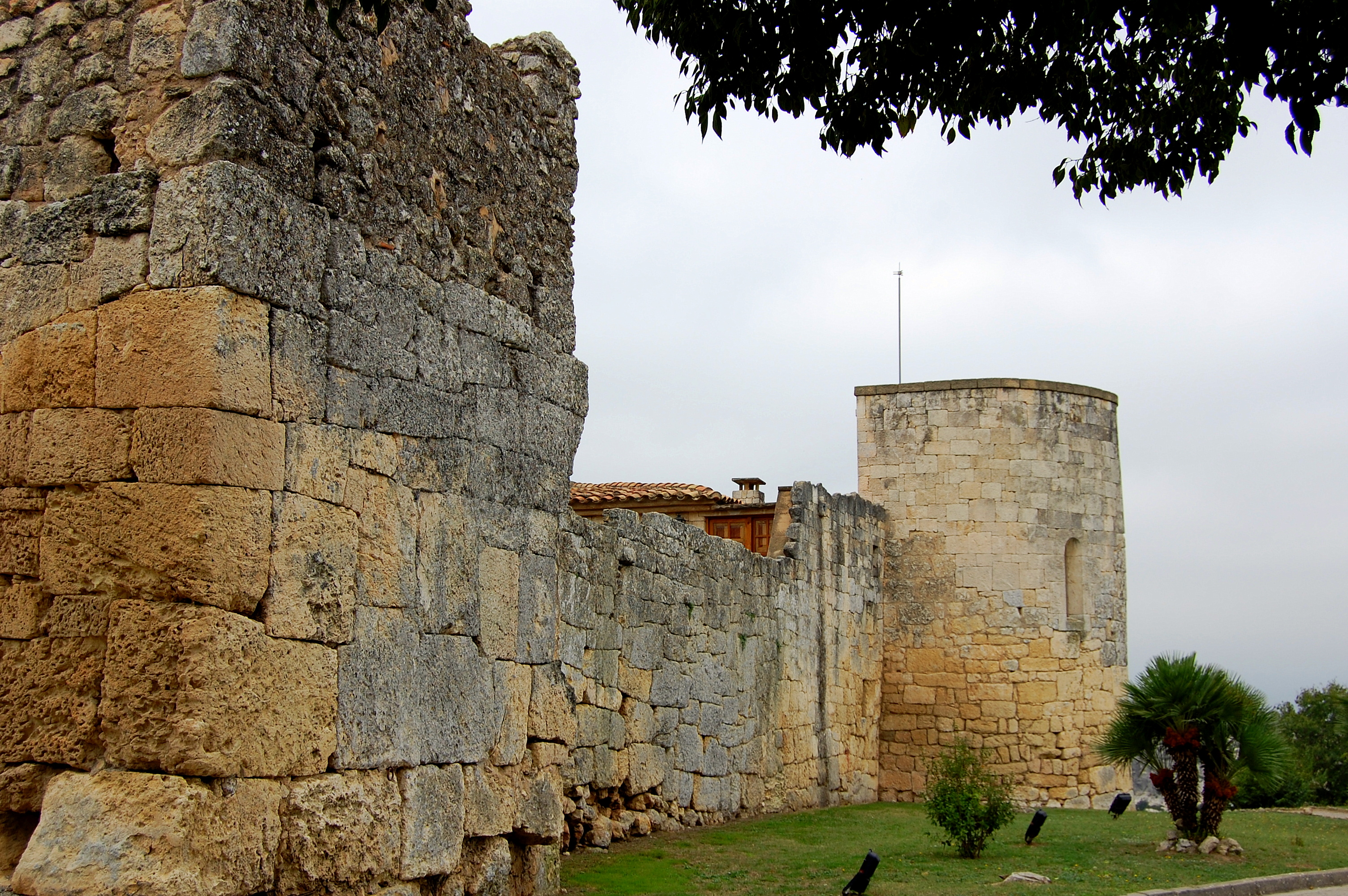
Muralla romana.

El Conjunto arqueológico y monumental de Olérdola se halla en el municipio de Olérdola, en la comarca del Alto Penedés (provincia de Barcelona, en Cataluña, España. Se trata de un poblado situado en la montaña de San Miguel de Olérdola, cuyos orígenes se remontan miles de años atrás. El recinto de Olérdola es hoy en día un Bien Cultural de Interés Nacional en el marco de la ley autonómica del Patrimonio Cultural Catalán.

## El enclave del poblado de Olérdola
La montaña de San Miguel de Olérdola ha sido un tópos alternativamente codiciado y abandonado por el hombre. La principal razón de tal versátil ilación hay que buscarla en las más primarias relaciones que el hombre ha establecido con su entorno: cuando ha necesitado controlar y proteger al territorio y a sí mismo, ha ocupado la estratégicamente situada montaña olerdolana; en cambio, en situaciones pacíficas, ha preferido las zonas bajas, ya que ofrecen mejores condiciones para desarrollar las variadas actividades humanas. Sin embargo, aunque la vida no debió ser fácil en la montaña, no hay que considerarla un medio hostil, meramente estratégico, carente de arropo y amparo, de bienes. Si el hombre decidió instalarse en Olérdola fue también por los numerosos recursos naturales que se extienden a los pies de la montaña. 
Entender la montaña de Olérdola geográficamente es conditio sine qua non para entender los motivos de los colectivos humanos que la habitaron, así como para entender muchas de las explicaciones posteriores y las ubicaciones de los diferentes restos. El conjunto histórico de Olérdola se sitúa en la montaña de San Miguel de Olérdola. Esta montaña constituye una plataforma rocosa inclinada que se halla en las estribaciones meridionales del Macizo del Garraf, dentro del municipio de Olérdola (formado por 4 pueblos), en la comarca del Alto Panadés. El área del Macizo en torno a Olérdola está formada por materiales del Cretáceo (calcárea miocénica bioclástica y dolomías), y configura la zona más alta del Macizo del Garraf. Una de las características principales de la montaña de Olérdola es su litología, la roca calcárea. Durante la Era Terciaria, en la comarca del Panadés se formó un lago central que se fue rellenando con sedimentos que, durante el Mioceno, dieron lugar a las rocas calcáreas actuales. Este tipo de roca se formó en el medio marino gracias a la precipitación de carbonato cálcico de conquillas de organismos marinos y/o por organismos biocontructores como las algas y los corales. Podemos decir que en la montaña de Olérdola las unidades estratigráficas muestran el clásico desarrollo de un proceso transgresivo marino, con una evolución secuencial y paleoambiental característica. 
El monte se encuentra definido por los riscales que lo rodean por todos lados a excepción del norte-nordeste, los cuales le confieren un aspecto destacado entre su entorno inmediato, resaltando aún más su posición elevada por encima de las tierras que lo rodean. Se encuentra delimitado por 3 fondos (valle encajada en terreno calcáreo) de interés biogeográfico e histórico: 
- la Vall o fondo de la Seguera, al noroeste
- el fondo de la Vaqueta, al sudoeste
- les Valls o fondo de la Obaga al sudeste

La posición de dominio territorial es notoria desde la cumbre de la montaña, pero se diluye cuando la contemplamos inserida en su contexto. Así, la montaña de San Miguel de Olérdola es claramente identificable desde la llanura del Panadés gracias a la silueta de la iglesia románica que se recorta en el horizonte; pero de no ser por el templo, la montaña pasaría desapercibida, desdibujada entre las otras elevaciones del alrededor, entre las que destaca el Puig de l'Àliga. La visión de la montaña difiere según la posición geográfica que se contemple. Desde el este y el sur, los acantilados y las valles que rodean Olérdola remarcan, como hemos comentado, el carácter aislado de la elevación. Desde el norte de esta, se percibe más accesible, de relieve más suave. Este es el punto de más fácil acceso y donde se levantarán los diversos muros que cerrarán el recinto. Desde la cima de la montaña se domina visualmente una extensa panorámica: de sudoeste a noroeste, la cordillera Prelitoral y la depresión Prelitoral; al norte se perfilan claramente las montañas de Montserrat. Por el lado contrario, las sierras del Garraf dominan la parte de levante y el mar Mediterráneo se deja ver entre las elevaciones. La plataforma rocosa de San Miguel presenta una forma seudorectangular con una fuerte inclinación hacia el lado nordeste, punto donde se abre en 2 montículos, 2 plataformas separadas por un nuevo fondo (fondo de les Feixes), la del norte de medidas reducidas, mientras que la del este es más grande (hoy se la conoce como Pla dels Albats). Esta característica orográfica condicionó la disposición del hábitat. La plataforma principal, la superior, albergará el recinto. Así, enfrente del recinto, situado a mayor altitud, se abren dos montículos con la cumbre aplanada en la pendiente separadas por el fondo de les Feixes. El recinto fortificado presenta una superficie de 3’5 hectáreas, con 280 m de longitud por 130 m de anchura, y se encuentra a 358 m sobre el nivel del mar. Las plataformas del Pla dels Albats y la otra más pequeña, serán habitadas por lo menos durante la Edad Media. 
Olérdola representó siempre un lugar privilegiado para las necesidades del hombre, sobre todo a nivel de defensa y control del territorio. Las sucesivas ocupaciones humanas no se pueden entender sin tener en cuenta dos excepcionales características naturales del lugar, como son una privilegiada situación estratégica, dominando la planicie del Panadés y el corredor conformado por la riera de Vilafranca que comunica el llano con la costa, y la propia defensa natural que supone la plataforma rocosa donde se asienta el recinto, rodeada de barrancos con un único punto de acceso por el norte-nordeste. Asimismo, la piedra calcárea que forma la montaña es la que ha permitido la milenaria filtración de agua de lluvia, dando origen a corrientes subterráneas y fuentes situadas al pie o en las laderas de la montaña. Estos recursos hídricos, junto al especial microclima de los fondos ricos en vegetación y en caza que dominan por doquier la montaña y en especial sus pies, han hecho de esta tradicionalmente un lugar idóneo para la subsistencia en tiempos revueltos. La variadísima fauna está condicionada por la climatología, la orografía, y la amplia vegetación. Anfibios y reptiles eran bastante comunes; entre los mamíferos, destacan y destacaron el jabalí, el conejo, el zorro y la ardilla. Las aves constituyeron el grupo más variado y rico. Hoy en día, la vegetación del Macizo del Garraf diverge según las zonas: Olérdola se encuentra en el punto de transición entre el dominio de la comunidad de encinar con la barbadeja y de maquias y monte bajo con acebuche, palmito, tomillo, brezo, etc. Los análisis paleovegetales efectuados nos aproximan a cómo era el paisaje en períodos anteriores. A partir del año 1000 aC, los encinares eran despejados, con plantas colonizadoras de espacios abiertos, como brezo, estepa, madroño, etc., hecho que muestra la continuada acción del hombre sobre el entorno vegetal.

## La historia del hombre en Olérdola
Los primeros moradores de Olérdola de los que se tiene constancia llegaron a la montaña a mediados de la Edad del Bronce. No obstante, la presencia de un vaso cerámico del tipo campaniforme de estilo regional hallado entre el relleno de la fosa abierta para levantar la muralla romana, nos indica una posible ocupación anterior, de inicios del período. Los escasos restos materiales testifican la presencia humana a mediados de este período, aunque desconocemos la complejidad del asentamiento, el número, la forma y la estructuración de las cabañas, y los sistemas de vida de sus habitantes. Posteriormente, en los momentos finales de la Edad del Bronce y los primeros de la Edad del Hierro, Olérdola contó por primera vez con un hábitat estable y una incipiente organización protourbana, moldeada por una sociedad con asentamientos algo elaborados, nuevos ritos funerarios y una diversificación de la economía asaz. 
En estos momentos, se levantó una muralla inicial. En este mismo lugar se sucederían las murallas posteriores. El muro se construyó con la intención de delimitar un recinto además de proteger a sus moradores. Se cree que las viviendas se situaron cerca de la muralla, o lo que es lo mismo, en la zona baja del recinto amurallado, dejando inalterable por la construcción el extremo más elevado. Pero no habría que negarse a la creencia de una mayor extensión de viviendas: no hay que descartar que probablemente ese terreno supuestamente no alterado por la construcción tuviera factiblemente otros usos, como los de huerto y cercado para el ganado, usos que también tendrían en esa época otras zonas a los pies de la montaña. Las viviendas de esta época tenían los muros de piedra y el pavimento de tierra apisonada. 
Los ocupantes tenían en la agricultura y la ganadería su principal fuente de subsistencia. Los escasos excedentes productivos se intercambiaban por otros productos, especialmente vino fenicio. Los vasos de cerámica se hacían a mano y destacan los vasos con la superficie bruñida. El metal era muy escaso, y las viejas y gastadas armas y herramientas se refundían para fabricar nuevos utensilios. Siglos después, entre los siglos VI y I aC, el levante peninsular hasta el sur de la actual Francia, se vería conmocionado por la existencia de una cultura que presentó comunes características materiales, económicas y socioculturales, pese a su heterogeneidad tribal. 
Y es que la sociedad íbera la conformaba un séquito de tribus: 12 de ellas albergó el territorio que hoy se conoce como Cataluña. Olérdola se encuadró en territorio cesetano, territorio que ocupaba las comarcas del Alto y Bajo Panadés, el Garraf, y parte del Campo de Tarragona. El recinto de Olérdola pasó a ser un oppidum con una extensión considerable y con numerosos habitantes. El asentamiento debió jugar un destacado papel dentro del territorio cesetano, tanto a nivel político como socioeconómico. La existencia de numerosos y pequeños asentamientos de economía agrícola situados en la llanura o en lugares poco elevados, confirma la importancia de Olérdola como núcleo vertebrador de una región. Obviamente, los íberos, buenos conocedores del territorio, establecieron sus oppida en los lugares más apropiados. 
Los íberos cesetanos los hallamos instalados en Olérdola entre la segunda mitad del siglo V a. C. y la primera mitad del siguiente. La reutilización de algunas estructuras anteriores indicaría una continuidad del poblado de inicios de la Edad del Hierro pero, por ahora, parece difícil confirmarlo fehacientemente, por culpa de la escasez de material arqueológico de entre mediados del siglo VI a. C. y mediados de la siguiente centuria. Los íberos ocuparon como zona de hábitat la zona adyacente a la muralla, la zona más baja del recinto amurallado. Adaptaron el urbanismo a la orografía de la montaña: de este modo los espacios presentaban una estructura en terrazas. La muralla preexistente se mantuvo en uso, con el zócalo de piedra y la parte superior de arcilla o adobe. De este oppidum desconocemos los rasgos generales de la forma protourbana, aunque se han documentado algunas de sus casas y calles. Si bien hemos dicho que la zona baja del recinto estaba destinada con primacía al hábitat, esto no sinonimiza que no hubiera nada en las demás zonas del recinto, en la mitad superior. Esta nos es en buena parte desconocida, pero a suposiciones de usos agrarios, ganaderos o forestales, no se puede desestimar una función de control y vigilancia. Dentro del proceso de romanización iniciado a partir del siglo II a. C., los íberos del recinto no fueron ajenos a las convulsiones y a la aculturación. Pero a diferencia de otros oppidum, los habitantes de Olérdola convivieron más de medio siglo con un destacamento militar romano. 

### Hallazgos
Es menester hacer ahora un inventario de hallazgos en Olérdola de época íbera para completar la información indispensable. Los recipientes de arcilla son el tipo de restos más común. Las formas de estas vasijas recuerdan vagamente a las nuestras: platos, jarras, ollas, etc. La piedra era utilizada para la fabricación de molinos, alisadores, percutores, etc. Entre los metales, el bronce y el hierro eran los más comunes y con ellos se elaboraban anillos, fíbulas, herramientas agrícolas, armas, etc. También se fabricaban pequeños objetos en hueso: agujas, mangos, etc. Referencia especial merecen las monedas, el estudio de las cuales aporta un valioso testimonio histórico, económico y social. El monetario íbero de Olérdola se sitúa entre mediados del siglo II e inicios del siglo I a. C., período que corresponde a la romanización y especialmente al reclutamiento y movimiento de tropas por parte del ejército romano. El as con la leyenda Kese es la más numerosa. De Roma proceden algunos denarios y, de la púnica Ibusim, semis. A Olérdola llegaron variados objetos procedentes del comercio con otros pueblos del Mare Nostrum: vasos griegos de cerámica ática del estilo de figuras rojas o de barniz negro, cerámica campanéense procedente de la península itálica, y algunas piezas singulares, como un alabastrón de origen oriental. No solo llegaron producciones de lujo; morteros, vasijas para cocinar y jarras de uso común fueron adquiridas con asiduidad también. 
Por último, las ánforas halladas en Olérdola proceden del mundo púnico, helenístico y romano. Ya se ha dicho, por otra parte, y finiquitando nuestra narración del hombre íbero en Olérdola, que el siglo II a. C. supuso un período de asimilación por parte de los pueblos peninsulares autóctonos de las formas socioeconómicas romanas, proceso ante el que los íberos de Olérdola, como reitero, no quedaron señeros. Olérdola, al igual que en la etapa íbera, quedó bajo el área de influencia de Tarraco en etapa romana. Los romanos llegaron a Olérdola a finales del siglo III a. C., y durante un siglo convivieron con los íberos en un proceso de romanización, que hizo desaparecer cualquier manifestación de la cultura indígena en el recinto. A finales del siglo II a. C. e inicios del siguiente, se decidieron a levantar una fortificación en Olérdola, valorando la excepcionalidad del emplazamiento. A inicios del siglo I a. C., período del que data la construcción de la muralla romana, se fundaron o amurallaron diversas ciudades del territorio catalán, como Emporiae, Gerunda y Baetulo. El orden de la Hispania romana se alteró profundamente a inicios de esa centuria debido a las Guerras Sertorianas. Se desconoce si esta inestabilidad política podría ser la causa de la construcción de la fortificación romana o, en todo caso, si es el período en el cual tuvo un papel más específicamente militar. Olérdola respondió al patrón de un asentamiento romano sobre una matriz indígena. 
Se desconocen el número y las características de los soldados destinados en Olérdola y la situación del campamento, pero es probable que se tratara de un destacamento reducido, el mínimo contingente para controlar el territorio y dirigir la construcción de las infraestructuras. La masiva llegada de productos itálicos muestra una romanización del territorio llevada a cabo con celeridad. El campamento romano de Olérdola fue abandonado durante la segunda mitad del siglo I a. C.. La montaña quedaría deshabitada cerca de un evo. Solo en ocasiones estrictamente puntuales y en momentos de inestabilidad, la fortaleza de Olérdola recogería a refugiados. Olérdola se perpetuaría en su soledad hasta la Edad Media. Olérdola se vería ligada a la historia de Cataluña, si bien no solo fue un bastión en el que solo pasaron bravos guerreros en pugna con los musulmanes como imaginaron los románticos. Para hablar de Olérdola es condición necesaria hablar de los condados catalanes. Estos condados dependieron de los reyes francos hasta inicios de la décima centuria de la Era: la fragmentación en reinos y condados del Imperio Carolingio en el siglo IX favoreció la desvinculación con Francia hasta conseguir una total independencia a mediados del siglo siguiente, el X. El movimiento colonizador catalán, apoyado por un proceso de crecimiento económico sustancial, mostró una impetuosa vitalidad. Los condes se vieron con la necesidad de proteger a los campesinos que se instalaron en pequeños núcleos de las zonas fronterizas, organizar los nuevos territorios y construir castillos en ellos. Estos atrajeron la presencia al Panadés de numerosos campesinos del sur de Francia y de la zona de la actual Gerona, la cual cosa solidificaba y cohesionaba en la cristiandad a su vez el territorio. 
Así el territorio del Panadés tomó su forma en esa época. Se consolidó como suelo cristiano teniendo por límites los ríos Llobregat, Cardener y Gayá. Fue más concretamente el conde Suñer quien consolidó el dominio cristiano sobre el Panadés y quien impulsó Olérdola, estableciendo un, en catalán, castell termenat, o término (circunscripción territorial centrada en torno a un castillo), ordenando la construcción de un castillo con el cual articular el territorio y de una capilla prerrománica en la montaña, y estableciendo los límites del término alrededor del año 929. Esto obedecía a la necesidad que tenían los condes de organizar los nuevos territorios, y consolidó el recinto amurallado de Olérdola como gran estandarte de un ancho territorio. El término de Olérdola quedó, a partir de ese momento, bajo el dominio de la casa condal de Barcelona, vinculación que solo se rompería con la revuelta feudal de mediados del siglo XI que posteriormente veremos. 

### Poblamiento del territorio
Olérdola jugó un destacado papel en el control y poblamiento cristiano del territorio. Recién iniciado el siglo X, de nuevo la inmejorable situación estratégica, junto a la existencia de unas murallas óptimamente conservadas, habían propiciado una nueva y final ocupación de la montaña de San Miguel. En el siglo X e inicio del XI, el término de Olérdola abarcaría un amplio territorio, que comprendía buena parte de la actual comarca del Alto Panadés. Las tierras limítrofes eran muy inseguras, tanto por las continuas batidas musulmanas como por la existencia de cuadrillas de ladrones, amparados por las tierras incontroladas. Ante esta situación, los castillos ofrecían refugio y protección a una población que previamente había ocupado unos territorios fronterizos sin amo (aprisio). En el año 985 llegó el gran terror: hacia mediados de junio de aquel año, al-Mansur pasó por el Panadés. Las fuentes documentales son muy poco explícitas respecto a las consecuencias sobre Olérdola de esa razia. El cuerpo principal del ejército musulmán debió dirigirse directamente a Barcelona, pero a su paso partidas armadas debieron saquear las tierras que había a lado y lado del itinerario principal prefijado. No hay ninguna referencia documental al saqueo de Olérdola, pero si fueron destruidos lugares tan alejados del camino que debemos suponer siguieron los musulmanes, como Saumella, mucho más lo debió ser el recinto olerdolano, plenamente a la vista desde la llanura del Panadés. Conjurar una descripción del saqueo sería hacer literatura fantástica, pero todas las destrucciones históricas han sido iguales y cuesta poco imaginarlas. No se debe creer que los asaltantes respetaran el templo prerrománico. El levita Sunifred convocó a sus vecinos del término y los animó a edificar un nuevo templo más amplio. La obra se debió llevar a cabo en el transcurso del 991, y cuando ya se veía cerca su finalización, Sunifred invitó al obispo de Barcelona Vives a que viniera a oficiar la ceremonia de dedicación del templo. Cuando el obispo ya había dado su conformidad, Sunifred murió, y al llegar el obispo a Olérdola, quien había sido el corazón de la obra no pudo asistir a la gran celebración, que probablemente tuvo lugar en algún día del 20 al 24 de marzo de 992, coincidiendo con la Semana Santa de aquel año. 
A partir de mediados del siglo (950-1050) se rompió la dinámica de crecimiento territorial, económico y demográfico, al disminuir el vigor de la expansión hacia el sur, ergo el precario equilibrio entre la aristocracia y el campesinado. Una de las consecuencias del rompimiento de ese equilibrio fue la progresiva división de la tierra que pasó a manos de los nobles. Los campesinos vieron como aumentaron las tasas sobre su producción, que pasó a ser controlada por los señores de los castillos. Este fenómeno fue especialmente nítido en el Panadés. El término de Olérdola se compartimentó y redujo a la mitad. El término, empero, quedó aún bajo dominio del condado barcelonés. En un probable intento de consolidar la presencia condal ante el creciente poder de los nobles, el conde Berenguer Ramon otorgó al término de Olérdola, en 1025, privilegios equiparables a los de los ciudadanos de Barcelona. Toca hablar ahora de la revuelta feudal contra los condes catalanes, valedores del orden prefeudal, que frenaban las aspiraciones de los señores feudales de controlar todo el territorio y sus pobladores. La figura del señor feudal parte del veguer o castlà, generalmente un noble, hombre de confianza al que el conde encargaba la administración de un término. Poco a poco, la nobleza de frontera consolidó sus posiciones respecto al condado y se fue apropiando de bienes y cargos públicos, comprando y vendiendo posesiones y otorgando cartas de establecimiento fuera del control del conde. 
Esta situación se fue configurando entre los años 1017 y 1041, período en el cual el conde de Barcelona vio mermada su autoridad. La situación política empezó a normalizarse con el inicio del gobierno personal de Ramón Berenguer I, aunque por ello tuvo que enfrentarse con las facciones condales más conservadoras. Durante el mandato de esta gran figura condal, se inscribe la revuelta feudal encabezada por Mir Geribert en el 1041, momento en que se autoproclamó Princeps Olerdulae. Mir Geribert, junto a otros señores feudales de la zona penedesenca y del Vallés, cometió en su revuelta numerosos abusos de poder, entre ellos la venta de diversas franquicias, también la de Olérdola, sin tener en cuenta que sus habitantes eran súbditos exclusivos y legítimos de los condes de Barcelona, el asalto a las posesiones condales y la incitación a los musulmanes a no pagar los tributos del conde Ramón Berenguer I. Este lanzó al ejército que preparaba para un ataque a Zaragoza sobre el Panadés. Mir Geribert rehusó el combate y, abandonado por los señores feudales que le habían apoyado, fue a refugiarse a la ciudad de Tortosa. La revuelta feudal finalizó en 1059, en el momento en que Mir Geribert y su mujer Guisia se sometieron a la justicia del conde y reconocieron los derechos del condado sobre Olérdola. Acabada la revuelta, el conde recuperó sus posesiones, pero perdió parte del control directo sobre el territorio, siendo este asumido directamente por los nobles feudales. A cambio, estos se sometían al conde. 
El campesinado fue la principal víctima del nuevo orden establecido, ya que fue perdiendo, de forma progresiva, las libertades y los derechos sobre la tierra. A inicios del siglo XII, probablemente en 1103, una incursión almorávide dirigida por Abd al-Malik, hijo de Al-Mansur, afectó especialmente a Olérdola, como demuestra el esfuerzo de restauración iniciado posteriormente por la casa condal. Los musulmanes invadieron el recinto amurallado, atacaron el castillo e hicieron cautivos muchos hombres de todo el término. En 1108 Ramón Berenguer III concedió a los habitantes del término de Olérdola diversos privilegios, con voluntad de reconstruir Olérdola y consolar a los habitantes del término. La decadencia de Olérdola vino dada por el avance de las fronteras hacia el sur. Esto menguó la peligrosidad en la zona olerdolana, la cual cosa provocó que sus habitantes fueran bajando a la planicie, donde había mejores condiciones. Así, Olérdola se fue despoblando en beneficio de Villafranca del Panadés. El abandono del recinto amurallado puede situarse entre los siglos XII y XIII. A partir de entonces, la montaña solamente sería ocupada ocasionalmente por guarniciones militares o por civiles en periodos de conflictos armados como la Guerra Civil catalana del siglo XV, que aprovecharon las bien conservadas murallas. Los habitantes cristianos de Olérdola han dejado escasos testigos materiales. Han llegado poco más que ollas o jarras de cerámica de color gris. Aún en la situación de conflicto entre las sociedades cristiana e islámica, parece evidente que las relaciones comerciales entre ambas se producirían de forma fluida. Algunos productos de los que habrían llegado eran perecederos, como las especies o los tejidos. El hallazgo de diversos dinares de oro demuestra tanto los contactos comerciales como que esta era una moneda comúnmente utilizada en los reinos cristianos, aunque la mayor parte de los intercambios se hacían “en especie”. La primera moneda cristiana recuperada en Olérdola corresponde a un óbolo del año 1185. Es, pues, del periodo inicial de su declive.

## La evolución de la intervención histórica y arqueológica de Olérdola

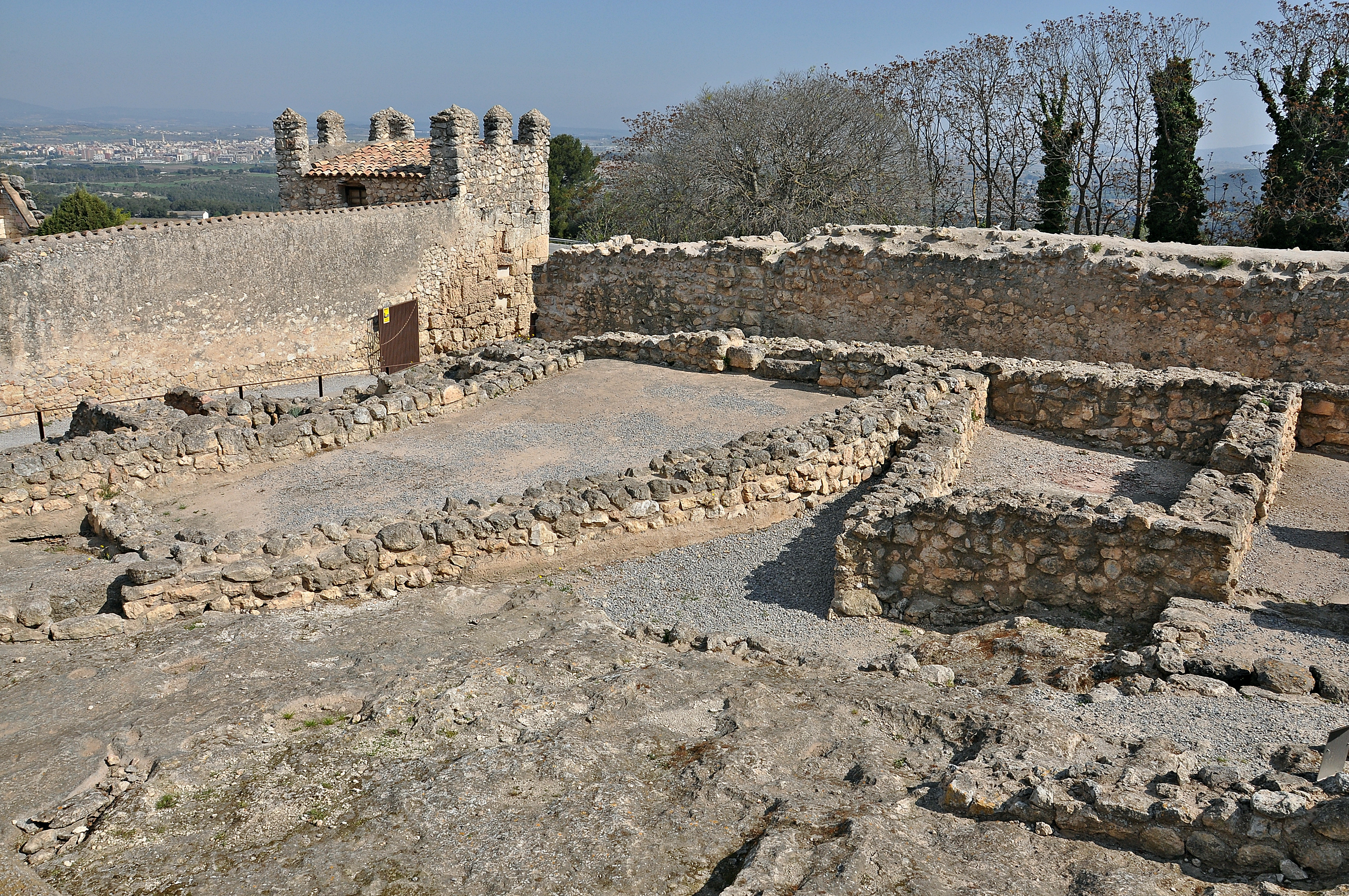
Ruinas romanas de Olérdola.

Las ruinas de Olérdola han suscitado desde antiguo el interés del hombre, incapaces de enmudecerse por el paso del tiempo. El origen de esta sugestión lo hallamos en la limitada erudición que entre los siglos XV y XIX dedicó su raciocinio a la resolución metodológicamente historiográfica de una incógnita: identificar las ciudades citadas en las fuentes grecolatinas. Así, durante muchas generaciones, la búsqueda de una identificación clásica para muchos núcleos de población de la Europa de la época no solo propuso múltiples opciones, muchas sin fundamentos, sino que avivó la polémica entre estudiosos y entre las ciudades que reclamaban para sí el nombre clásico. Las ruinas de Olérdola, lógicamente, participaron de ese afán que conmovió la cultura europea del momento. Así, en el siglo XV, el obispo Joan de Margarit planteó la identificación de las ruinas de Olérdola con la ciudad de Carthago Vetus, ciudad citada por el geógrafo alejandrino Ptolomeo. 
Sin moverse de este ambiente eclesiástico, esa identificación continuó recibiendo la adhesión de los cronistas Francesc Diago (1603) y Jeroni Pujades (1609). En 1789, el canónigo Jaume Pascual escribió una carta a su amigo Francesc Papiol de Padró donde le explicaba la existencia de las ruinas de Olérdola, que él mismo había visitado en 1776, y donde postulaba también que muy probablemente las ruinas debían ser los restos de Carthago Vetus. La propuesta partía de una mala traducción del texto original de Ptolomeo, y la crítica a esta creencia fue uno de los factores que ejemplificarían el interés de los historiadores decimonónicos por las ruinas. Pese a este interés, hay que alertar de que la mayoría de autores de la primera mitad del XIX y de los siglos precedentes apenas podían vanagloriarse de haber visitado el lugar una o dos veces, y muchos ni lo conocían empíricamente. Esto explica, por ejemplo, que los dos grabados de Olérdola huérfanos de realismo que añadió Alexandre de Laborde en su obra de 1811, donde el terreno en el que permanecen las tumbas antropomorfas aparece vertical y no horizontal como es en la realidad, no solo no fueran replicados por nadie, sino que la discusión sobre la cronología de las tumbas antropomorfas de Olérdola estuviera muchos años equivocada por esa tergiversación. 
El principal motivo a la voluntad de conocimiento sobre Olérdola en el siglo XIX se halla en el espíritu de la Renaixença, espíritu forjado por el nacionalismo romántico. Los historiadores románticos impregnaron las ruinas de Olérdola de simbolismos medievalizantes con el objeto de elaborar sus ‘biografías nacionales’. Sin embargo, sus críticas historiográficas lograron superar paulatinamente la heredada creencia que señalaba las ruinas como el último vestigio de Carthago Vetus, quedando como último e infatigable defensor de este convencimiento Pròsper de Bofarull. Para algunas voces orientalistas, las murallas del recinto habían sido obra de tirrenos, semitas o fenicios, pero otras ya señalaron un posible origen romano o prerromano. Pero el principal cambio de creencias vino dado por Manuel Milà i Fontanals. En 1855 leyó sus Apuntes históricos sobre Olérdola, discurso en el que daba amplios datos documentales y escasos datos arqueológicos debido a la inexistencia de intervenciones arqueológicas en el momento. Doce años más tarde daría una versión actualizada aún más rigurosa y ambiciosa, y en 1880 publicaría su Apéndice. 
Milà pretendió ante todo erradicar la confianza en la identificación de Olérdola con Carthago Vetus. Si bien hasta entonces el reflejo producido por la cultura clásica y la posible identificación de las ciudades de las fuentes latinas había concentrado la atención de los eruditos, Milà i Fontanals reivindicó por primera vez un pasado medieval de Olérdola y lo situó en el centro de su estudio historiográfico, dedicándole, de hecho, muchas más páginas que a la antigua discusión sobre el posible origen clásico de las murallas. La nueva perspectiva encajó muy bien entre las corrientes de la Renaixença de la segunda mitad del XIX, para las cuales el glorioso pasado medieval de Cataluña constituía el cimiento de su construcción nacional. Un factor que se añadió a la recuperación del pasado medieval de Olérdola fue la discusión sobre la cronología de las tumbas antropomorfas que se hallan en las dos necrópolis del lugar. Mientras que para algunos autores las tumbas eran prerromanas, otros pocos apuntaron su origen medieval. En este marco de discusión docta, se llevó a cabo la primera intervención arqueológica en el conjunto. Estos trabajos, realizados por el padre Eduardo Llanas entre 1882 y 1883, serían la matriz que abriría un proceso gracias al cual muy poco a poco durante el siglo XX las discusiones historiográficas que habían marcado el conocimiento entorno de Olérdola serían remplazadas por las confianzas que proporcionaron las evidencias de las intervenciones arqueológicas. Y es que la necesidad de intervenciones arqueológicas era imperiosa. Ya hacia 1830 Puig i Lucà y P. Bofarull habían formulado la necesidad de iniciar trabajos arqueológicos, trabajos que no se llevaron a cabo, demorando así la sempiterna discusión historiográfica que raramente llegaba a una resolución de los dilemas. Entre las diversas actuaciones del padre Llanas, que no dispusieron de los correspondientes permisos, destaca el vaciar el ábside de la capilla prerrománica. 
En 1884 el Obispado de Barcelona, dueño hasta entonces, vendió el conjunto a la familia Abella. Al iniciarse el siglo XX, la incorporación de Olérdola a las grandes síntesis de la historia catalana, particularmente en la obra de Rovira i Virgili, coincide con la revalorización del lugar por parte de una arqueología algo más específica. En 1909 Puig i Cadafalch y en 1919 Gómez Moreno identificaron y revalorizaron la primera y pequeña capilla. Matias Pallarés realizó junto a Josep Colomines los primeros trabajos oficiales en 1920 y 1921. La intervención supuso básicamente un sondeo paralelo al paramento interno de la muralla romana con voluntad de fecharla, y otro sondeo en el interior de la torre de levante, con la misma finalidad. Además, se vació la atalaya de la cima, se limpió la cara exterior de la muralla y se vaciaron también algunas casas y silos. Pallarés publicó una nota de la intervención en el Anuari de l’Institut d’Estudis Catalans. Murió prematuramente, y esto causó que los resultados de sus intervenciones quedaran prácticamente inéditos, excepto la nota citada anteriormente. Redactó también una memoria que quedó inadvertida hasta 2004, y esto causó que muchos de los arqueólogos posteriores a su muerte en 1924 no contaran con su referente, como Ferrer. 

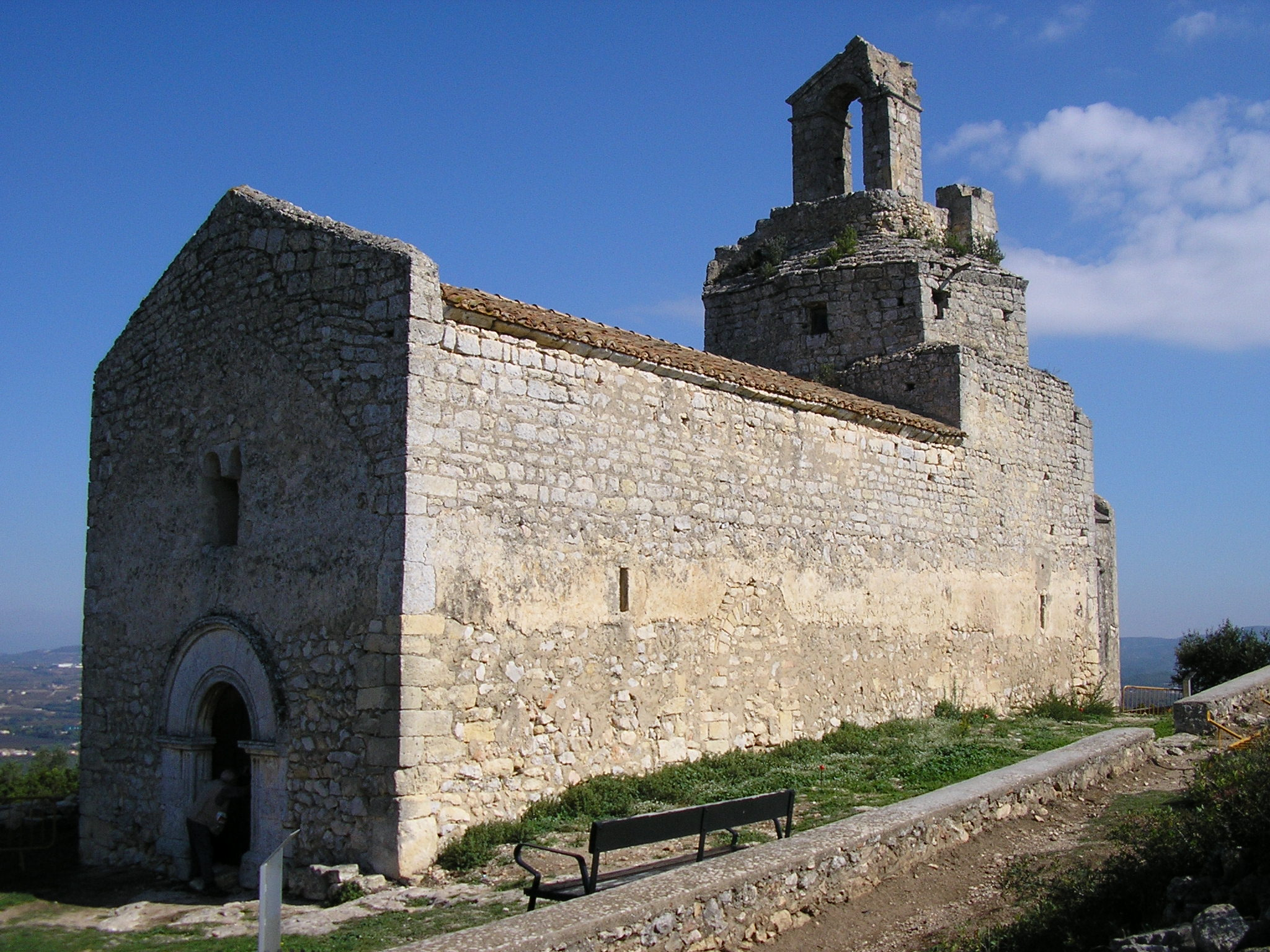
Iglesia de San Miguel.

En 1921 el general Lammerer hizo el primer plano topográfico de Olérdola minucioso. El arquitecto Jeronimo Martorell llevó a cabo la primera restauración de la iglesia de San Miguel durante los meses de mayo y junio de 1926 y enero de 1928. La actuación arquitectónica consolidó los muros del ábside prerrománico, y respecto a la iglesia románica, reparó el cimborrio y el campanario, repicó el hastial, y suprimió un retablo barroco muy maltrecho y de exigua sugestión artística. Durante la intervención de 1926 se halló casualmente al sacar el tapiado que la ocultaba la pequeña columna monolítica ubicada en la ventana geminada de la fachada. Este proceso de revalorización del conjunto culminó en 1931 al ser declaradas la iglesia de San Miguel y las ruinas, separadamente, Monumento Historicoartístico de Interés Nacional. Alrededor del padre Grivé se constituyó en el Panadés un grupo de entusiastas de la arqueología. Ahora, las intervenciones arqueológicas serán organizadas desde el propio Panadés. El período que va entre los años 40 y los 70 será un período sumamente fructífero para la arqueología penedesenca, ya que es una etapa de gran actividad en la búsqueda, centrada más en las prospecciones que en las excavaciones, y que aportará el reconocimiento de la riqueza arqueológica del Alto Panadés. Este período fructífero no hubiera sido posible sin la actuación de Pere Giró, quien no cesó en su afán de descubrimiento ni en su énfasis en la protección del patrimonio arqueológico comarcal. Hecho este inciso, prosigamos. Hasta finales de los 40 no se retomaron los trabajos de investigación y restauración del conjunto de Olérdola. 
En 1946 Albert Ferrer Soler efectuó delicados sondeos que afectaron los estratos que daban al paramento interno de la fortificación con tal de ajustar la datación del bastimento de la muralla romana de manera seria (hay que recordar que para Ferrer los resultados de las intervenciones de Pallarés eran prácticamente desconocidos, ya que su muerte prematura favoreció su inadvertencia hasta el 2004). Además, excavó silos, vació de tierra la cisterna romana y estudió los restos monumentales, publicando estudios en 1949 y 1951. La asociación Amigos de los Museos retiró, en 1948, los escombros acumulados en el interior de la iglesia desde la Guerra Civil. En 1954 se llevó a cabo una nueva intervención arquitectónica en la iglesia. Los trabajos implicaron la pavimentación del suelo, el refuerzo de las arquerías del techo, la supresión de un coro moderno y el encalado de algunas paredes. 
Si bien habíamos visto como la arqueología hizo revalorar el conjunto y despejó muchas dudas heredadas de las discusiones del Romanticismo, hay que tener en cuenta que el discurso historiográfico permaneció inmutable. La montaña de San Miguel se siguió viendo como un enclave místico por el que pasó lo mejor de entre los hombres dispuestos a morir en la lid frente a la maldad musulmana. Y es que los resultados de los primeros trabajos arqueológicos de la pasada centuria no solo no modificaron la interpretación en exceso épica de los discursos historiográficos, sino que los datos arqueológicos se incorporaron al discurso ya construido para reafirmarlo. En 1962 un matrimonio compró a la familia Abella el conjunto monumental de Olérdola. Sin embargo, esta posesión resultó efímera, puesto que en 1963 la señora del matrimonio vendió el conjunto a la Diputación de Barcelona. El anteriormente mencionado Pere Giró tuvo un papel destacado en la adquisición de la finca. También es importante decir que en ese mismo año 1963, el 1 de junio, el conjunto monumental de Olérdola fue declarado Conjunto Histórico Artístico. Por otra parte, a principios de los 60, coincidiendo con el impulso que la Universidad de Barcelona dio a la arqueología catalana, se iniciaron diversas actividades. Comenzaron también los primeros trabajos universitarios y las primeras excavaciones dirigidas por una génesis de arqueólogos con formación estrictamente universitaria y especializada en el campo. Hay que señalar, por otra parte, que en 1968 A. del Castillo publicó un estudio que hizo desaparecer todas las dudas que aún quedaban sobre la cronología de las tumbas olerdolanas, cuyo origen medieval fue ganando adeptos a lo largo del siglo hasta ese momento. En los 70 se tiró abajo una capilla lateral del siglo XVIII añadida al muro norte de la iglesia románica, y se rebajó la altura del muro perimetral que rodeaba la iglesia. 
A partir de 1973, se abrió un nuevo período de consolidación en la arqueología penedesenca caracterizado por la profesionalización de la práctica arqueológica y la aplicación sistemática de una metodología y orientación científica de la investigación, situación que es extrapolable al conjunto del territorio catalán. Sin embargo, no sería hasta una década después, en 1983, cuando se retomaran los trabajos arqueológicos en Olérdola. Las campañas sistemáticas de los 80 a la actualidad han permitido un avance extraordinario en el conocimiento sobre el yacimiento y han borrado muchas de las premisas de los discursos románticos y de la primera mitad del siglo XX. Así, pese a no tener una continuidad anual, se han realizado desde 1983 21 intervenciones programadas. Entre los años 1983 y 1987 se intervino en el sector 01, a la izquierda de la puerta de acceso al recinto, continuando así los trabajos de Ferrer Soler pero bajo un espíritu renovado y unos nuevos planteamientos. En 1983 se abrieron dos pequeños cuadrados en el extremo este del actual perímetro del sector y a tocar de muralla, con el objetivo de comprobar las excavaciones de Pallarés y Ferrer y fechar definitivamente la muralla. Según la memoria, el material de la trinchera de fundamentación fechó la muralla a finales del siglo II a. C.. El año siguiente, se unificaron los dos cuadros y se abrieron dos más al norte de los primeros y también a tocar de muralla. Se documentaron un primer ámbito medieval con un hogar, y las capas de mortero del intervallum. En 1986, pese a no estar completamente finalizados los 3 cuadros, se abrieron 3 más en dirección sur. En 1987 la intervención se centró en la documentación de las estructuras exhumadas. Finalizada la intervención en este sector, los restos arqueológicos quedaron al aire libre bajo las inclemencias del tiempo, lo que provocó su progresivo deterioro. Los sistemas de registro empleados fueron muy heterogéneos. Debemos esperar hasta 1987 para que se comience a aplicar el sistema Harris-Carandini y se sistematicen la descripción de las UE y el resto de recogida de la información. A partir de 1988 y hasta 1990 se intervino en la zona de estructuras de clara finalidad económica, el sector 03. Desde entonces, se han llevado a cabo numerosas intervenciones, la más importante, larga y ambiciosa de las cuales tornó la atención al sector 01 y abarcó el período 1995-2006. En 1990, el conjunto monumental de Olérdola fue traspasado a la Generalidad, entrando a formar parte del Museo de Arqueología de Cataluña. Hoy en día el recinto olerdolano está calificado como Bien de Interés Nacional en el marco de la Ley de Patrimonio Cultural Catalán.

## Del itinerario
Cuando el caminante accede por la puerta de entrada al recinto, se introduce en un lugar ácrono y desolado, con numerosos vestigios de un pasado remoto. Nos proponemos describir los puntos de Olérdola, en un orden basado en el camino real desde el sector 03 hasta la cima y que vuelve a bajar a la puerta de la muralla, al sector 01, para finalizar con la zona extramuros. El primer punto al que el visitante debe prestar atención es la cisterna romana, ubicada en la parte baja de la plataforma rocosa, cerca de los riscos de poniente. Se trata de una gran cisterna excavado en la roca calcárea con una capacidad de unos 350 m³. Sus dimensiones son de 16’40 x 6’50 m y goza de una profundidad de 3’70 m. La cisterna fue posiblemente construida a finales del siglo II a. C. o a inicios de la siguiente centuria. 

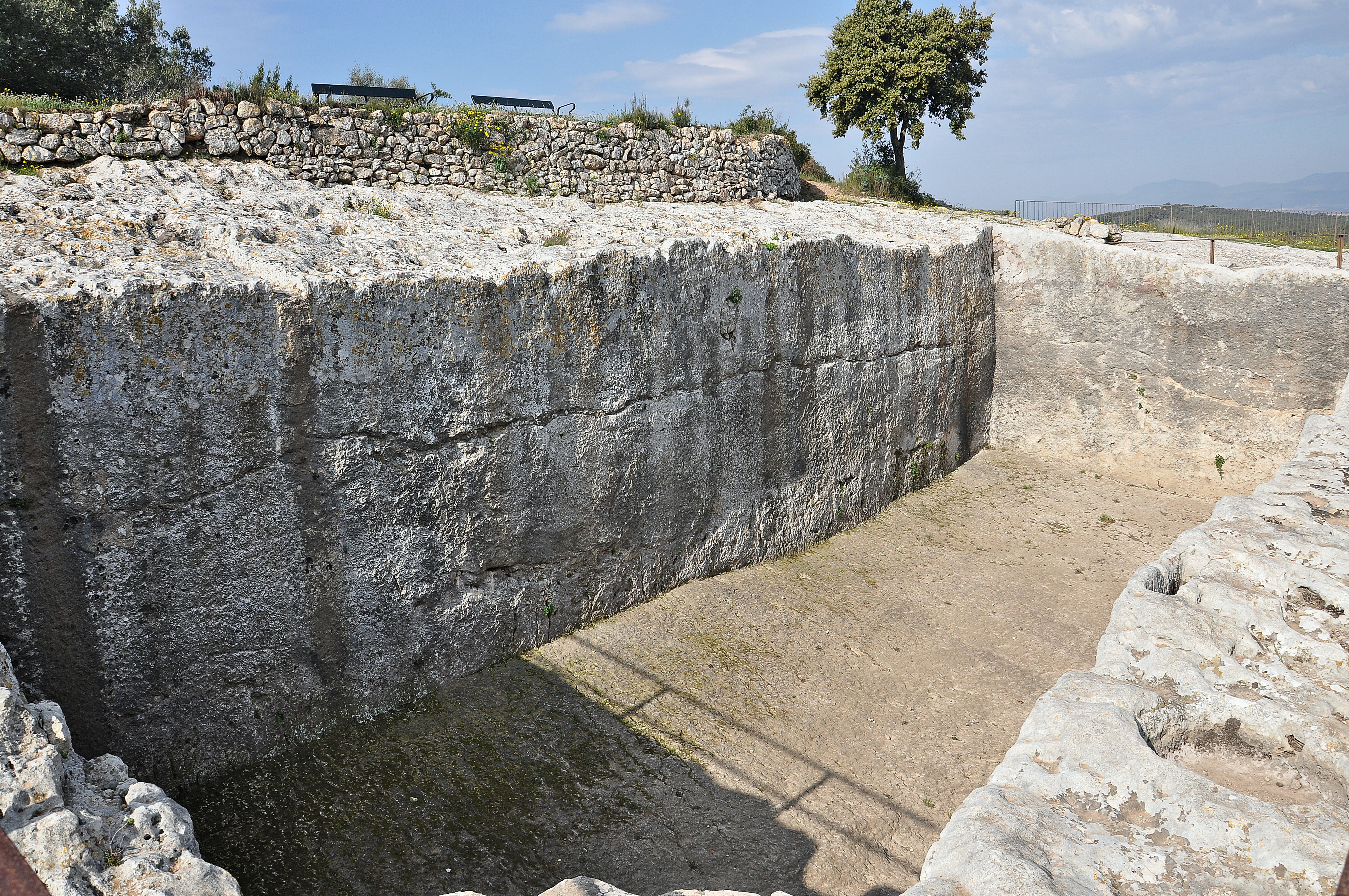
Cisterna romana

El agua de lluvia era recogida de la parte superior de la montaña y canalizada a través de dos canales que la conducían hasta una balsa de decantación situada delante de la cisterna. Esa balsa tenía función filtradora, traspasando el agua limpia, a través de un rebosadero, a la gran cisterna. En el interior de esta se encuentra una escalera también tallada en la roca, descendiendo del ángulo este y llegando hasta la extensa base. Alrededor del depósito pueden observarse diferentes tipos de encajes y recortes en la roca, únicos elementos perdurables de una antigua cubierta de madera. Al igual que otras construcciones hidráulicas de época romana, la cisterna fue reutilizada por los medievales. 
El siguiente punto del itinerario se halla inmediatamente entre el depósito de agua y el risco de poniente. Se trata de un espacio de época altomedieval de considerables dimensiones en el que, sobre la roca alisada, destacan diversos elementos trabajados en la piedra y relacionados con las labores de prensado de uva: cubetas circulares. La bodega, situada al lado de la cisterna, se halla semienterrada, con las paredes remontadas por muros de piedra y una escalera de obra a través de la cual se accedía a las barricas. Por otra parte, por el lado meridional de la canalización que conducía el agua hasta la cisterna, se halla un espacio en el que aleatoriamente se disponen diversas estructuras, entre ellas algunos silos. En una estrecha plataforma se agrupan algunos de estos silos, destacando especialmente el protegido por una cavidad. 
Este conjunto de 7 silos conformaría un granero medieval. Los silos se cubrían con losas de piedra o con tapaderas de madera. La forma de la boca es rectangular, con un encaje para la cubierta; el cuerpo es globular y el fondo llano, tendiendo generalmente a la forma de campana. Las medidas son variables y la profundidad se sitúa entre los 2 y 3 m. Así mismo, pueden observarse algunos agujeros de poste alrededor de los silos que nos indican la existencia de estructuras sobreelevadas destinadas a levantar y sostener la tapadera o las cubiertas usadas para vaciar el depósito. El visitante observará a continuación una cantera. Los romanos abrieron la cantera probablemente en el límite norte ocupado por las casas íberas, y proporcionó bloques de piedra empleados en la construcción de la muralla y de la atalaya ubicada en el punto culminante de la plataforma olerdolana. Se sabe que para la extracción de grandes bloques se practicaron trincheras de unos 20 cm que delimitaban las 4 caras laterales de un bloque ortoédrico. Posteriormente, se desprendía la base con la ayuda de cuñas de madera o hierro. Los bloques salían con la práctica totalidad de sus caras bien talladas y con una medida predefinida. Una parte de la cantera se seguirá explotando en época medieval para extraer piedra con la que levantar las dos iglesias, la muralla y el castillo. En el extremo nordeste de la cantera se han conservado algunas casas del antiguo oppidum íbero. Las habitaciones se encuentran parcialmente excavadas en la roca, dando forma horizontal al suelo y dejando banquetas donde se asentarán los muros. La zona posterior de la casa era en buena parte de piedra, mientras que la fachada se abría a una calle a nivel del suelo. Generalmente de forma rectangular, las viviendas solían ser de una sola estancia. 

### La iglesia

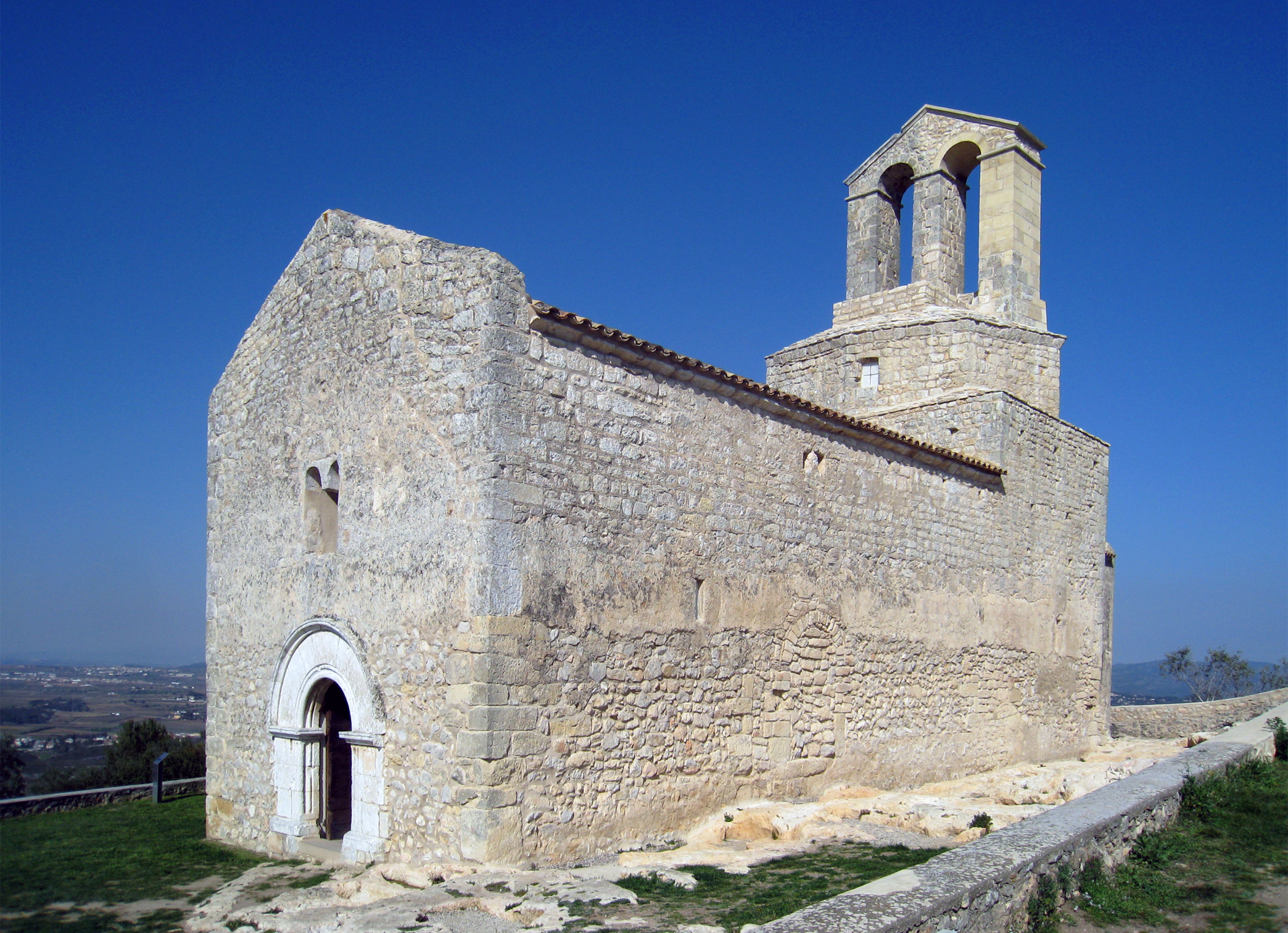
Sant Miguel de Olérdola

A continuación, cabe hablar de lo que es sin duda el maná del recinto, esa obra cuya figura se expande, inconmovible y grácil, por el tejido celestial del Panadés: la iglesia. La iglesia fue construida separada de la parte baja del recinto, y se encuentra sobre los riscos de levante de la montaña de San Miguel. Sin embargo, existe una iglesia anterior de estilo prerrománico, de la cual también hablaremos. El aspecto actual de ambos edificios es fruto de las diferentes restauraciones llevadas a cabo. Hecho este inciso, pasaremos a analizar el templo prerrománico. El conde de Barcelona Suñer lo mandó erigir alrededor del 929, y fue consagrado en el 935 bajo la advocación de San Miguel y San Pedro. 
De este primer tempo se conserva el ábside, el arco de herradura que separaba el altar de la nave y parte de la pared de la única nave, hoy desaparecida. Se trataba de una iglesia de reducidas dimensiones: la longitud total del templo se calcula entre los 12 y 14 m, y su anchura alrededor de 5 m. La pared de la nave, de la que se conserva el arranque del muro norte y la pared este, compartida con la cabecera, es de sillares muy regulares ligados con mortero en la mitad inferior, mientras que la parte superior es de una obra de tipo más irregular. Su anchura es de 50 cm. El ábside, de forma cuadrangular por el exterior y semicircular interiormente, está cubierto por una vuelta de cuarto de esfera y por un tejado de losas, a doble vertiente. Dos estrechas ventanas, de derrame sencillo, iluminaban el interior. El aparejo del ábside es el mismo descrito en la nave, aunque los sillares son menos uniformes. Una vez levantado el nuevo templo románico, la cabecera se utilizó como sacristía, abriéndose un estrecho pasillo entre los ábsides de los dos templos. El arco triunfal de herradura del ábside es el elemento arquitectónico más destacable, formado por pequeñas dovelas desiguales dispuestas de manera radial y sustentadas por dos impostas. Este arco permaneció tapiado desde época medieval hasta la restauración de 1926-28. 
Se ha atribuido la destrucción de la iglesia prerrománica a al-Mansur. Fuera esta la razón o la insuficiente capacidad del templo para acoger la población cada vez más notoria demográficamente, lo cierto es que a finales de siglo se levantó la nueva iglesia románica que se apoya sobre el muro meridional de la antigua capilla. El nuevo edificio románico fue cambiando con el paso del tiempo, presentando diferentes etapas constructivas. Se conocen bien dos fases (a finales del siglo X, es decir, la construcción, y al inicio del siglo XII), pero probablemente hubo otras reformas que desconocemos. El templo románico tenía en origen las mismas medidas que vemos en el edificio hoy en día (26 x 8 m), a pesar de una altura menor. La nave rectangular y el ábside cuadrado han conservado su forma original hasta nuestros días. La obra es de piedra pequeña irregular unida con mortero y dispuesta en hiladas; las esquinas de las paredes se reforzaron con sillares. Un entramado de madera sostenía la cubierta originalmente, y una puerta, hoy tapiada, se abría en la fachada meridional. De esta primera etapa data también la ventana geminada de la fachada occidental. 

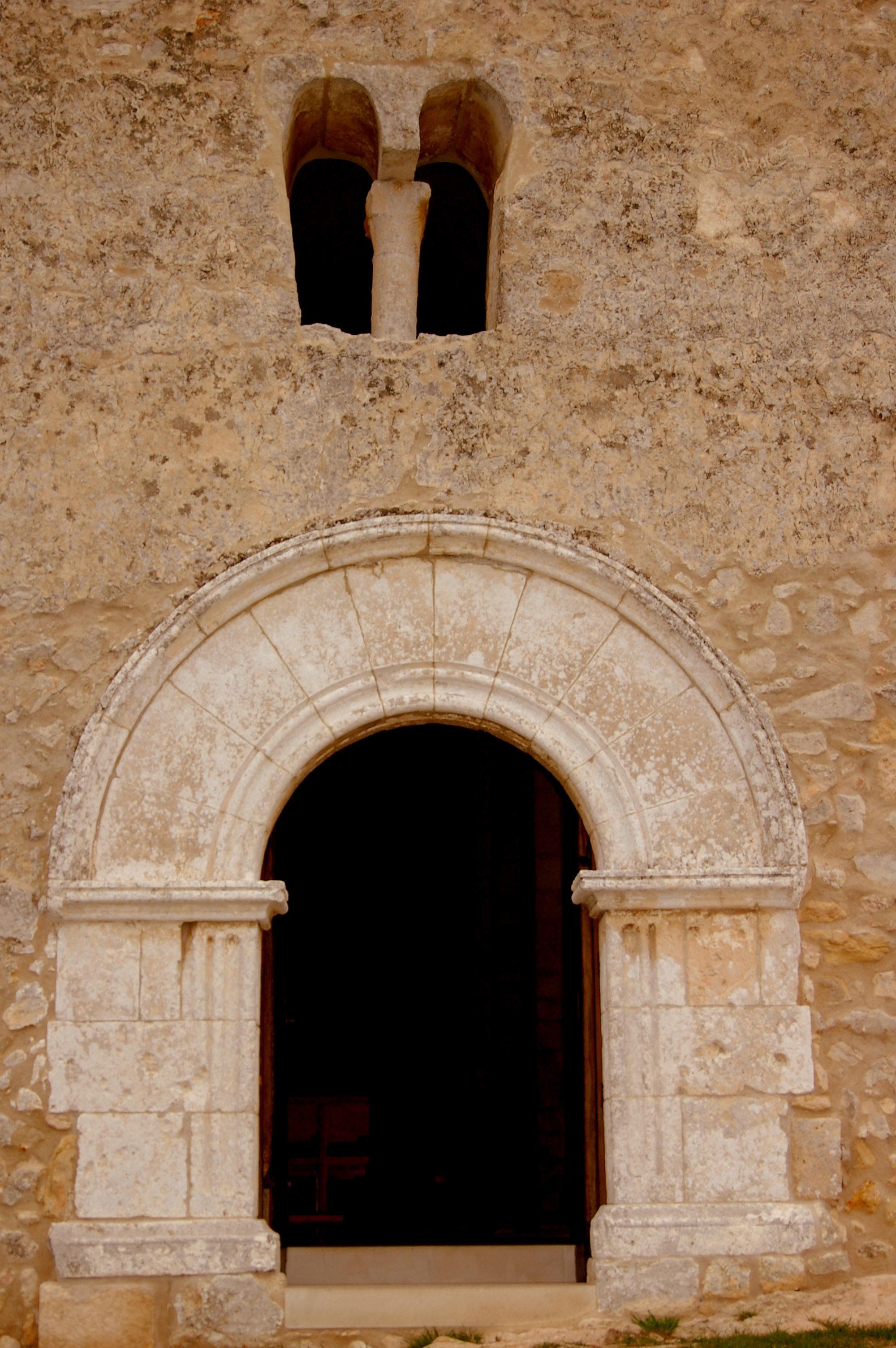
Puerta adovelada

El aspecto actual del edificio sería parecido al de la última remodelación medieval, de inicios del siglo XII. El elemento más destacado de la última reforma medieval es la puerta adovelada. Es muy posible que el motivo de la reforma de la iglesia fuera la incursión almorávide del año 1103. Las obras afectaron la estructura superior del templo en especial: se sustituyó el antiguo tejado por una cubierta de vuelta de cañón, lo que conllevó levantar la altura de las paredes y el refuerzo de las mismas mediante arcos torales y formeros. La cubierta de la nave pasó a ser a doble vertiente, de tejas. La despoblación del recinto de Olérdola a partir del siglo XII no afectó la continuidad del culto religioso en la iglesia, ya que esta se mantuvo como templo parroquial hasta el año 1885. Dicho esto, analicemos el aspecto que tiene el sacro edificio en el presente. Hay que alertar aquí que las orientaciones que se dan se basan en la orientación geográfica de la montaña. 
La actual fachada de poniente está presidida por una ventana geminada original y por una puerta con dintel de dovelas. La parte superior está formada por un arco de medio punto con grandes dovelas bien trabajadas, enmarcadas por una moldura, la superior a manera de guardapolvo. El arco se sostiene sobre dos impostas que reposan en las jambas decoradas con un doble surco semicircular. Encima de la puerta se halla la doble ventana. Una columna monolítica con capitel utilizada como parteluz es uno de los poquísimos elementos escultóricos de la frugal edificación. La factura es tosca, de aspecto arcaizante y difícil de clasificar estilísticamente, aunque los especialistas se inclinan a definirla como un elemento desnaturalizado del prototipo corintio. El fuste de la columna es de forma cilíndrica, y está decorado con 3 collares o cuerdas en relieve ornamentados con incisiones en diagonal. El capitel de base circular se ensancha hasta convertirse en cuadrado, con 4 espolones que sobresalen de los ángulos, recordando las volutas originales. Dos espolones más pequeños salen de las caras anterior y posterior. El capitel presenta desperfectos especialmente en los espolones. 
Por otra parte, el principal elemento de la fachada meridional es una puerta tapiada. La primera entrada al templo podría haber sido reformada o sustituida por otra actualmente visible, ya que a la izquierda del portal de pequeñas dovelas regulares que forman un arco de medio punto se observan los restos de una jamba, indicio de una puerta anterior. A la derecha de esta puerta se observa otra, de factura más tosca e igualmente tapiada, que correspondería bien a la entrada a una capilla lateral o bien a una segunda puerta románica. En este muro sur se evidencian dos tipos de obra. En la parte superior, los bloques regulares se alinean en hiladas horizontales. En la parte inferior, las piedras y su disposición son irregulares. Nos toca habla ahora de la cabecera, de planta rectangular (5’5 x 5 m) y sin ornamentación exterior. Su altura fue elevada a inicios del siglo XII. La iluminación se conseguía mediante 2 ventanas, dispuestas una sobre la otra. La cubierta es de mortero de cal con pequeñas piedras colocadas de forma aleatoria. Seguidamente, recorriendo las diferentes partes de la edificación, llegamos a la fachada septentrional. La pared norte se asienta, en parte, sobre el lado meridional de la iglesia prerrománica. Este muro presenta una ventana en aspillera debajo del cimborrio. Como en la fachada contrapuesta, se distinguen dos obras diferentes. Respecto al cimborrio y al campanario de espadaña que coronan la iglesia, hay que decir ante todo que resulta difícil precisar su momento de construcción. Por el tipo de paramento de las paredes, el cimborrio podría ser obra de la última reforma románica, mientras que para el campanario ha de atribuírsele una datación posterior. El cimborrio presenta una forma externa octogonal que descansa sobre un basamento cuadrangular. Los muros son de sillares dispuestos en hiladas regulares. La cubierta es a 8 vertientes con losas de piedra. El campanario de espadaña fue levantado sobre el cimborrio. La estructura es simple, y presenta dos aberturas, acabadas con un arco de medio punto y coronadas con un tejado a doble vertiente decorado con molduras. 
Respecto al interior del templo, hay que decir que la única nave rectangular está cubierta por una vuelta de cañón de medio punto sustentada por arcos. Las impostas de las que arrancan esos arcos están biseladas y los pilares, de sillares regulares, bien ajustados entre ellos. El aparejo, de pequeños sillares, es bastante más regular que el del exterior. Antes de llegar al presbiterio se encuentra la cúpula del cimborrio, de forma hemisférica y sostenida por 4 trompas en cada uno de los ángulos. El ábside y la nave están separados por un doble arco. En la pared de fondo de la cabecera se observan 3 tipos diferentes de obra, detectados después de la restauración de 1928. La mitad inferior corresponde a la obra en su momento fundacional, y las otras 2 obras son posteriores. Cerca del ángulo sudeste se abre una hornacina en la pared y, en el extremo contrario, se halla el paso que comunica las cabeceras románica y prerrománica. El ábside está ligeramente sobreelevado respecto del pavimento de cerámica de la nave y, en el centro, se ubica un altar de piedra. 

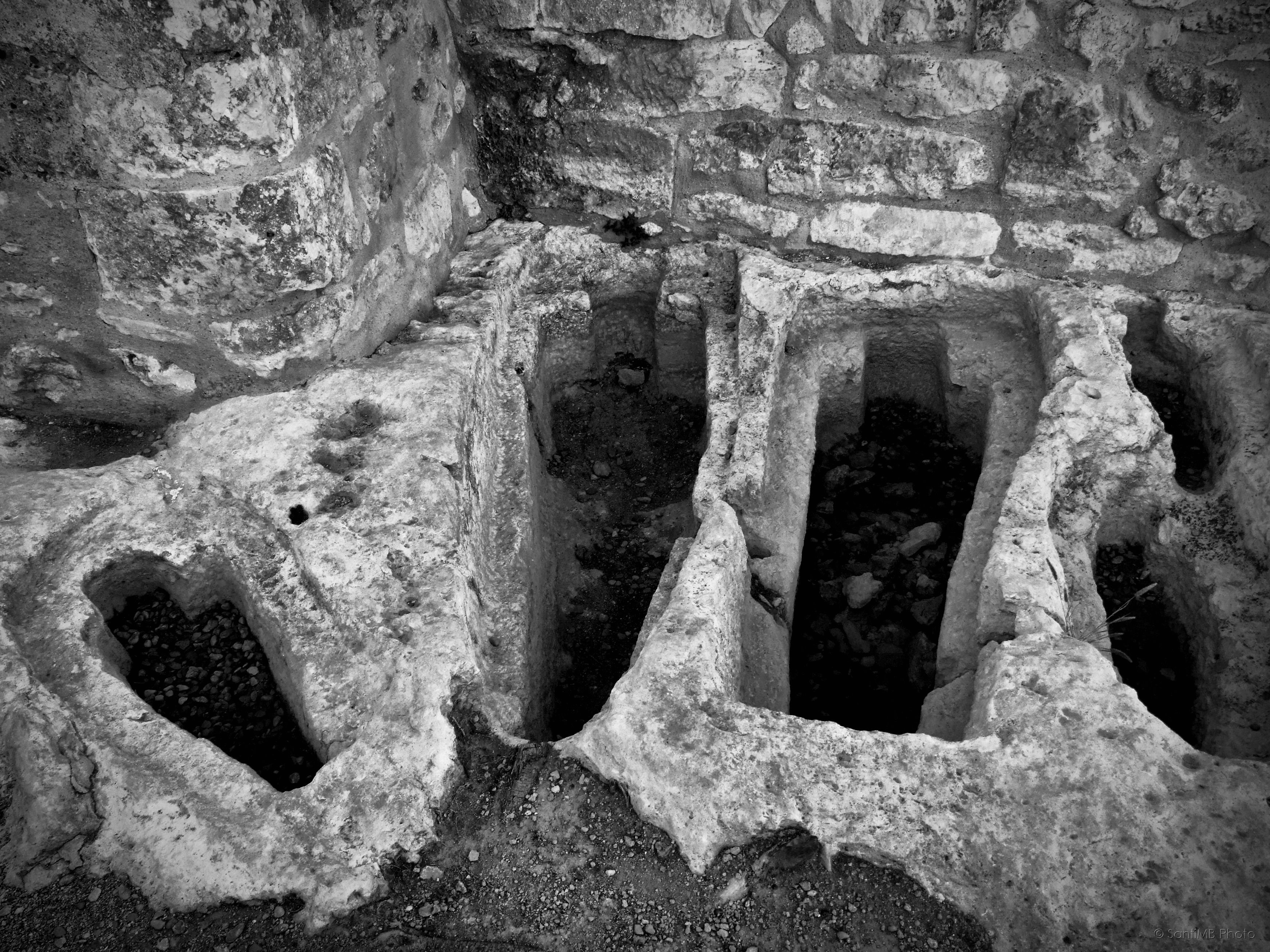
Necrópolis.

Alrededor de la iglesia se halla la necrópolis de tumbas antropomorfas. Resulta dificultoso establecer la fecha final de utilización de las sepulturas, aunque cabe situarlas a finales del siglo X. Se puede aventurar su pervivencia a lo largo del siglo XI. Las sepulturas presentan la forma estilizada de la anatomía humana, y están excavadas en la roca. Las tumbas se orientan de este a oeste. Solo alguna sepultura presenta una orientación dispar. Además de esta necrópolis de sepulturas antropomorfas, en Olérdola se halla otra, más conocida, en el barrio extramuros del Llano de los Albados, de la que hablaremos. Más allá de la iglesia y la necrópolis, en el extremo más alzado de la montaña, se conservan los restos de la torre de vigilancia romana probablemente levantada al despertar del siglo I a. C., con el fin de controlar visualmente tanto la planicie del Panadés como la costa del Mare Nostrum. La atalaya era de planta rectangular (7 x 5 m), y los muros, tenían 1’45 m de anchura. Los muros están levantados con grandes sillares rectangulares de piedra, muy bien trabajados, que cubren la cara interna y externa. Actualmente solo es visible el interior, de 5 m², puesto que los muros externos se hallan cubiertos por el derrumbe. En época medieval se adosó a la atalaya romana el castillo, probablemente ya desde el mismo momento en el que el conde Suñer mandó establecer un castell termenat en Olérdola. Del edificio se conserva una sala de 19 x 7 m cubierta por una vuelta de piedra y mortero, hoy muy destruida. Como en la torre, el derrumbe de las paredes cubre buena parte de los restos.

### Muralla

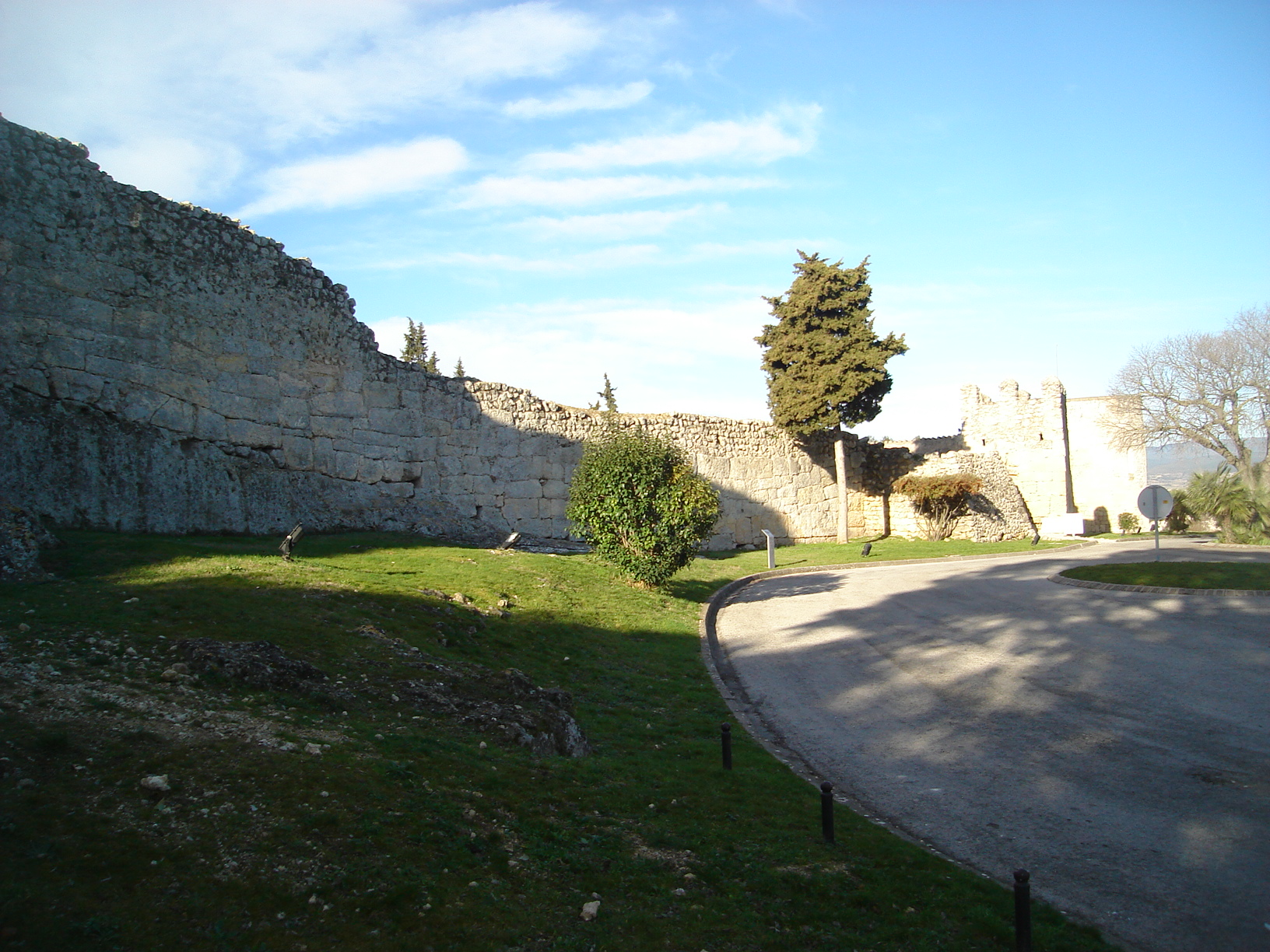
Muralla romana

Toca a continuación hablar de la notable muralla medieval. Así como las murallas preibérica y romana cerraban la montaña por el punto más accesible, durante el periodo altomedieval se complementó el cerramiento de toda la meseta con una muralla perimetral por encima de los riscos. El amurallamiento fue auspiciado por el conde Suñer, complementando las obras de adecuación de la montaña para convertir Olérdola en un enclave fronterizo estratégico que diera cobijo a los campesinos instalados en las nuevas tierras catalanas. La muralla tiene 90 cm de anchura, y en buena parte de su recorrido desempeñó funciones de muro posterior de las casas. Pronto, una vez superada la primera etapa de fortificación, la efectividad del recinto se debió ver reducida por el gran crecimiento de la población, que ocupó los terrenos alrededor del exterior de la muralla. Actualmente, la muralla se conserva de forma muy desigual y se ha perdido la mayor parte de su trazado. Tanto en levante como en poniente son aún visibles algunos tramos. 
El lienzo mejor conservado se encuentra en el lado este, entre la muralla romana y la iglesia. Se trata de un muro de piedra calcárea irregular, de tamaño medio, unida con abundante mortero de cal. Siguiendo el recorrido por el risco de levante, paralelo a la muralla medieval y en su tramo final, el camino lleva hasta una calle medieval con escaleras recortadas en la roca y un vasto canal central para la evacuación de las aguas pluviales. Dejando atrás la calle escalonada, se llega nuevamente al sector 01. La muralla de inicios de la Edad del Hierro es uno de los elementos más remarcables de esta área. El muro, situado a 1 m por detrás de la muralla romana y paralelo a esta, tiene un grosor en torno a 1’40 m y una altura máxima conservada de 1’20 m, teniendo el tramo descubierto una longitud de aproximadamente 16 m. El muro presenta dos caras vistas de piedras de tamaño grande y mediano, sin desbastar, con un relleno interno de piedra de menor tamaño. Posiblemente, la parte superior del muro fuera de arcilla o adobe. 
La muralla romana mide 1’45 m de longitud en un extremo a otro del acantilado y 2 m de anchura. La altura original máxima conservada es de 4 m. La construcción de la muralla romana responde tanto a las necesidades de establecer un punto de control territorial como al interés propagandístico y propagador de la civilización romana frente a los íberos indígenas. La muralla presenta 4 tramos de lienzo separados por 4 torres y una única puerta central. La obra constructiva está formada por una cara exterior de sillares, una cara interior de encofrado y el relleno interno de piedras irregulares y mortero. Los sillares de calcárea están bien desbastados, aunque la disposición de los bloques y de las hiladas es bastante heterogénea, más cercana al tipo de aparejo poligonal que al cuadrangular. Algunos sillares están almohadillados y otros presentan unos botones cilíndricos usados durante la construcción de la muralla para elevar los bloques hasta su emplazamiento definitivo. La heterogeneidad de la construcción se debe atribuir al trabajo simultáneo de diferentes grupos de obreros, cada uno concentrado en un tramo o torre. El tramo de levante se halla sobreelevado gracias a la roca recortada verticalmente en su base. De levante a poniente, el primer tramo de muralla incluye dos tipos de aparejo bien diferenciados: en el extremo de levante, piedra pequeña sin desbastar unida con mortero de cal y, en el resto, sillares, algunos de ellos dispuestos en hiladas a soga e hiladas a tizón, alternando con otras disposiciones. 

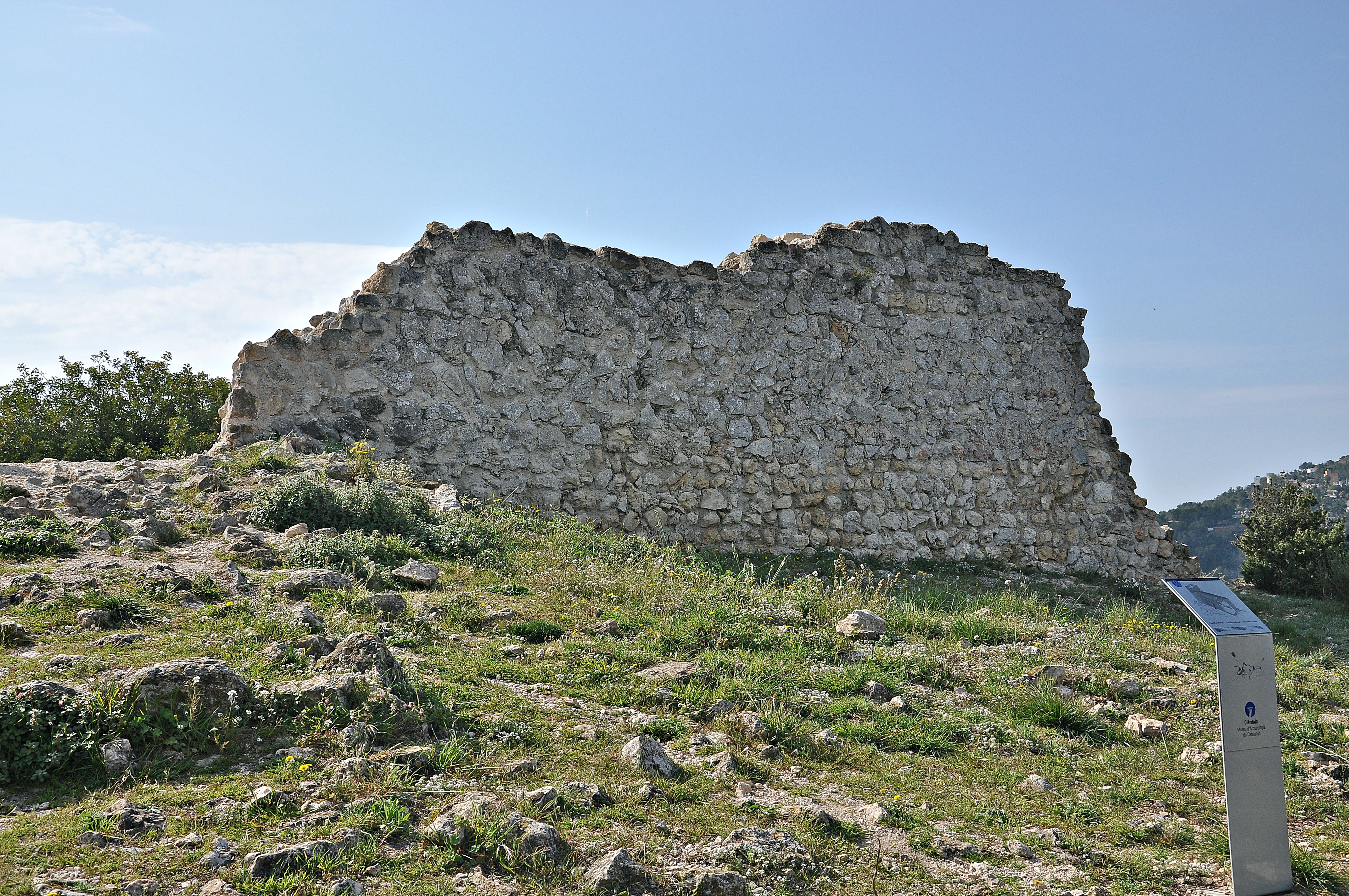
Restos del Castillo de Olérdola

La torre de levante presenta la planta rectangular y la obra exterior es de sillares poligonales, algunos de ellos almohadillados. Aunque una de sus caras se halla muy destruida, conserva aún una altura considerable. En el segundo tramo se observan dos tipos diferentes de obra. La parte inferior presenta un aparejo poligonal bastante regular, con algunos bloques almohadillados. En la parte superior la obra es de piedras medianas irregulares unidas con mortero de cal. La cara interior es homogénea en este mismo tramo. La torre hoy visible que flanquea la puerta de entrada al recinto por el lado izquierdo conserva interiormente la obra romana, pero debió ser rehecha en época medieval, y fue reconstruida parcialmente a inicios del siglo XX. Su interior fue excavado en 1987. Una única puerta, de 3’5 m, se abre en la parte central de la muralla. Todas las siguientes partes de la muralla presentan más alteraciones que en las partes contrapuestas. La torre derecha que flanquea la puerta presenta la base de grandes sillares muy erosionados y la parte mediana de bloques más pequeños. La parte superior es de obra irregular coronada con almenas añadidas a inicios del siglo XX. El tercer tramo de la muralla fue parcialmente reconstruido y es de aparejo poligonal. La planta de la torre más septentrional presenta una curiosa y poco frecuente forma de espolón. El aparejo es regular y de grandes sillares en el ángulo frontal y en la base, siendo, en el resto de la obra, más pequeño. En este punto se puede observar la alternancia de hiladas a soga e hiladas a tizón. El último tramo presenta un aparejo poligonal de sillares grandes y medianos. El distinto paramento que se observa en el foro exterior de la muralla contrasta con la uniformidad del interior. Este hecho ha dado pie a diferentes interpretaciones, desde la consideración que el opus poligonal sería romano mientras el resto correspondería a una restauración medieval, hasta la finalización precipitada de la obra por parte de los propios romanos. Seguidamente, es conditio sine qua non para completar el recorrido de la comprensión de lo conocido sobre Olérdola hablar sobre el barrio medieval extramuros. La ciudad medieval se extendía fuera del recinto amurallado, como se ha señalado reiteradas veces. El barrio extramuros ocupaba los dos montículos frente a la muralla separados por el fondo de Les Feixes. Las casas parcialmente excavadas en la roca son el principal testigo directo de la ocupación de la zona extramuros. La carencia de excavaciones sistemáticas no permite determinar la distribución espacial de las casas, aunque resulta evidente la adaptación del tramado urbano a la orografía. Los principales y más conocidos restos se hallan en el Pla dels Albats. La denominación procede de las numerosas tumbas de pequeño tamaño correspondientes a niños y recién nacidos que se hallan en la necrópolis de tumbas antropomorfas. 
Actualmente se conocen más de un centenar de tumbas antropomorfas en el exterior del recinto. Las sepulturas, como las del interior, están excavadas en la roca, son de planta rectangular con la cabeza diferenciada del resto del cuerpo y más estrechas en la parte de los pies. La mayoría presentan un encaje en la misma roca para la tapadera. Esta consistía en una o diversas losas que protegían el cuerpo del difunto. Las sepulturas siguen la orientación este-oeste. En el primer cuarto del siglo X tanto esta necrópolis como la capilla de Santa María ya estarían en funcionamiento. De esa capilla solo se conocen unos restos. La investigación arqueológica podrá confirmar la funcionalidad religiosa del edificio en ruinas y su cronología. Del edificio en ruinas se conserva parte de la pared norte, y el muro de poniente. El templo tendría una sola nave dividida en dos estancias comunicadas a través de un magno arco del que se conserva el arranque. 